# Tchoudinovo
 (juin 2024).
Tchoudinovo (en russe : Чудиново) est un village du raïon d'Orlov de l'oblast de Kirov en Russie européenne. Sa population s'élevait à 349 habitants au recensement de 2010.

## Géographie
Tchoudinovo est située dans l'oblast de Kirov, un sujet de la Russie, dans le district fédéral de la Volga. Le village se trouve dans le raïon d'Orlov, un raïon du centre de l'oblast,. 
Tchoudinovo, comme tout l'oblast de Kirov, est située dans le fuseau horaire MSK (heure de Moscou). Le décalage horaire appliqué par rapport au temps universel coordonné est +03:00.

## Démographie
Recensements (*) et estimations de la population,:
| 2002 * | 2010* | - | - |
| ------ | ----- | - | - |
| 395    | 349   | - | - |

## Culture locale et patrimoine
Le village possède un complexe de bâtiments autour de l'église de la Trinité des XVIIIe et XIXe siècle, qui est classé comme objet patrimonial culturel de Russie d'importance fédérale sous le no 431620429860006 depuis 1974.